# Armawir (Rosja)
Armawir (ros. Армавир, orm.: Արմավիր) – miasto w Rosji, w Kraju Krasnodarskim, nad Kubaniem i uchodzącym doń Urupem.

## Historia
Armawir został założony w 1839 przez Ormian (nazwa dla upamiętnienia ich starożytnej stolicy). Osada uzyskała połączenia kolejowe z
Władykaukazem w 1875, a w 1908 z Tuapse. Prawa miejskie zostały
nadane Armawirowi w 1914. Od 1974 r. w mieście kursują trolejbusy.

## Warunki naturalne

### Klimat
| Miesiąc                              | Sty   | Lut   | Mar   | Kwi  | Maj  | Cze  | Lip  | Sie  | Wrz  | Paź  | Lis   | Gru   | Roczna |
| ------------------------------------ | ----- | ----- | ----- | ---- | ---- | ---- | ---- | ---- | ---- | ---- | ----- | ----- | ------ |
| Rekordy maksymalnej temperatury [°C] | 16.7  | 21.7  | 31.0  | 36.8 | 35.1 | 37.1 | 40.9 | 40.0 | 40.0 | 36.3 | 24.9  | 21.1  | 40,9   |
| Średnie temperatury w dzień [°C]     | 3.4   | 5.1   | 10.9  | 18.2 | 23.1 | 27.1 | 30.4 | 30.4 | 24.9 | 17.8 | 10.3  | 5.0   | 17,2   |
| Średnie dobowe temperatury [°C]      | -0.4  | 0.6   | 5.7   | 12.2 | 17.0 | 20.9 | 23.7 | 23.5 | 18.5 | 12.3 | 6.0   | 1.4   | 11,8   |
| Średnie temperatury w nocy [°C]      | -4.1  | -3.9  | 0.5   | 6.2  | 10.8 | 14.8 | 17.0 | 16.6 | 12.1 | 6.9  | 1.7   | -2.2  | 6,4    |
| Rekordy minimalnej temperatury [°C]  | -31.2 | -24.8 | -24.4 | -9.0 | -2.6 | 1.5  | 8.0  | 6.4  | -1.0 | -6.7 | -19.2 | -23.5 | −31,2  |
| Opady [mm]                           | 36.8  | 31.4  | 37.4  | 52.2 | 86.7 | 85.9 | 65.8 | 53.6 | 50.0 | 56.0 | 50.4  | 43.1  | 649,3  |
| Źródło: Армавир - meteolabs.ru       |       |       |       |      |      |      |      |      |      |      |       |       |        |

## Gospodarka
Koncentruje się tu przemysł maszynowy, spożywczy, elektrotechniczny, chemiczny, materiałów budowlanych, drzewny, odzieżowy.

## Nauka i oświata
Od 1940 w Armawirze działała Armawirska Wojskowa Wyższa Szkoła Lotnicza Pilotów Obrony Powietrznej.
Dużym ośrodkiem akademickim jest Armawirska Państwowa Akademia Pedagogiczna.

## Demografia
| Rok             | 1897    | 1926    | 1939    | 1959    |
| Liczba ludności | 6.100   | 74.400  | 84.000  | 111.000 |
| Rok             | 1970    | 1979    | 1989    | 2002    |
| Liczba ludności | 144.000 | 161.500 | 160.900 | 194.000 |